# Brandenberg (Austria)
Brandenberg – gmina w zachodniej Austrii, w kraju związkowym Tyrol, w powiecie Kufstein. Według danych Austriackiego Urzędu Statystycznego liczyła 1518 mieszkańców (1 stycznia 2015).